# Contea di Brazoria
La contea di Brazoria (in inglese Brazoria County) è una contea dello Stato del Texas, negli Stati Uniti. La popolazione al censimento del 2010 era di 313 166 abitanti. Il capoluogo di contea è Angleton.

## Storia
| Anno | Popolazione | ±%     |
| ---- | ----------- | ------ |
| 1850 | 4,841       |        |
| 1860 | 7,143       | 47.6%  |
| 1870 | 7,527       | 5.4%   |
| 1880 | 9,774       | 29.9%  |
| 1890 | 11,506      | 17.7%  |
| 1900 | 14,861      | 29.2%  |
| 1910 | 13,299      | −10.5% |
| 1920 | 20,614      | 55.0%  |
| 1930 | 23,054      | 11.8%  |
| 1940 | 27,069      | 17.4%  |
| 1950 | 46,549      | 72.0%  |
| 1960 | 76,204      | 63.7%  |
| 1970 | 108,312     | 42.1%  |
| 1980 | 169,587     | 56.6%  |
| 1990 | 191,707     | 13.0%  |
| 2000 | 241,767     | 26.1%  |
| 2010 | 313,166     | 29.5%  |

Brazoria County, come Brazos County, prende il nome dal fiume Brazos, che scorre attraverso le due contee. Gli Anglo-Texani furono i primi a stabilirsi nella contea, quando il primo degli autorizzati 300 coloni americani, guidati da Stephen Fuller Austin, giunse alla foce del fiume Brazos nel 1821. Molti degli eventi che portarono alla Guerra d'indipendenza del Texas si svilupparono a Brazoria County. Nel 1832 Brazoria divenne un comune indipendente dal governo messicano, diventando una delle prime contee originali del Texas nel momento dell'indipendenza, nel 1836.
Joel Walter Robison, residente della contea, combatté nella rivoluzione del Texas, e rappresentò successivamente Fayette County nella Camera dei Rappresentanti texana.
Il luogo di sepoltura originale di Stephen F. Austin si trova al Gulf Prairie Cemetery, nella città di Jones Creek. I suoi resti furono esumati nel 1910. La città di Austin, capitale del Texas, è a lui dedicata.
Temple Lea Houston, il più giovane figlio di Sam Houston, è stato il procuratore della contea di Brazoria County. La sua vita viene raccontata nel film del 1963 The Man from Galveston  e dalla serie televisiva western della National Broadcasting Company di 26 episodi andata in onda dal 1963 al 1964, ovvero La legge del Far West.
Il 2 giugno 2016 l'inondazione del fiume Brazos richiese l'evacuazione di alcune porzioni della contea di Brazoria.

## Geografia fisica
Secondo l'Ufficio del censimento degli Stati Uniti d'America la contea ha un'area totale di 1609 miglia quadrate (4170 km²), di cui 1358 miglia quadrate (3520 km²) sono terra, mentre 251 miglia quadrate (650 km², corrispondenti al 16% del territorio) sono costituiti dall'acqua.

### Contee adiacenti
- Harris County (nord)
- Galveston County (nord-est)
- Matagorda County (sud-ovest)
- Wharton County (ovest)
- Fort Bend County (nord-ovest)

### Aree protette
- Brazoria National Wildlife Refuge
- San Bernard National Wildlife Refuge (solo in parte)

## Amministrazione
Il carcere di Brazoria County si trova a 3602 County Road 45, nel centro Brazoria County, a nord di Angleton.
Il Texas Department of Criminal Justice (TDCJ) gestisce sei prigioni di stato maschili, e una delle sue sedi si trova a Brazoria County. A partire da 2007 nella contea c'erano 1.495 posti di lavoro a tempo pieno.
Nel 1995 fra tutte le contee texane Brazoria aveva il secondo numero più alto di carceri, dopo Walker County. Nel 2003 le persone che lavoravano nel TDCJ erano un totale di 2.572

### Funzionari eletti

#### Congresso degli Stati Uniti
| Senatori    | Senatori        | Nome        | Partito      | Prima elezione | Livello |
| ----------- | --------------- | ----------- | ------------ | -------------- | --- |
|             | Senato Classe 1 | John Cornyn | Republicano  | 2002           | Senatore Senior |
|             | Senato Classe 2 | Ted Cruz    | Republicano  | 2012           | Senatore Junior |
| Rappresenta | Rappresenta     | Nome        | Partito      | Prima elezione | Area di Brazoria County rappresentata                                                                                              |
|             | Distretto 14    | Randy Weber | Repubblicano | 2012           | Area centrale e meridionale (Alvin, Lake Jackson, Angleton, Freeport), e alcune parti della Galveston County)                      |
|             | Distretto 22    | Pete Olson  | Repubblicano | 2008           | Area settentrionale (Pearland), nord-occidentale (Manvel), alcune parti della Harris County, e alcune parti della Galveston County |

### Legislature texana

#### Senato del Texas
| Distretto | Distretto | Nome         | Partito     | Prima elezione | Area di Brazoria County rappresentata                                        |
| --------- | --------- | ------------ | ----------- | -------------- | ---------------------------------------------------------------------------- |
|           | 11        | Larry Taylor | Republicano | 1999           | Area settentrionale e centrale                                               |
|           | 17        | Joan Huffman | Republicano | 2008           | Area meridionale, Galveston Island e Bolivar Peninsula (Contea di Galveston) |

#### Camera dei rappresentanti texana
| Distretto | Distretto | Nome          | Partito     | Prima elezione | Area di Brazoria County rappresentata |
| --------- | --------- | ------------- | ----------- | -------------- | ------------------------------------- |
|           | 25        | Dennis Bonnen | Republicano | 1996           | Lake Jackson, Angleton, Freeport      |
|           | 29        | Ed Thompson   | Republicano | 2008           | Pearland, Alvin, Manvel               |

## Educazione
Una varietà di distretti scolastici servono gli studenti di Brazoria County. Essi includono:
- Alvin Independent School District
- Angleton Independent School District
- Brazosport Independent School District
- Columbia-Brazoria Independent School District
- Danbury Independent School District
- Damon Independent School District
- Pearland Independent School District
- Sweeny Independent School District

## Infrastrutture e trasporti

### Strade principali
- State Highway 6
- State Highway 35
- State Highway 36
- State Highway 99 (in costruzione) aka - Grand Parkway Toll Road
- State Highway 288

### Aeroporti
Il Texas Gulf Coast Regional Airport, nel centro di Brazoria County, è l'unico aeroporto di proprietà pubblica della contea.
I seguenti aeroporti, che si trovano nella contea, sono di proprietà privata e per uso pubblico:
- Flyin' B Airport nella parte occidentale della contea
- Skyway Manor Airport a Pearland
- Pearland Regional Airport nella parte orientale di Brazoria County, a sud dei confini della città di Pearland